# Oliarus boninensis
Oliarus boninensis är en insektsart som beskrevs av Matsumura 1914. Oliarus boninensis ingår i släktet Oliarus och familjen kilstritar. Inga underarter finns listade i Catalogue of Life.